# Carta de la Organización de los Estados Americanos
Carta de la Organización de los Estados Americanos (o simplemente Carta de la OEA) es un tratado interamericano que crea la Organización de los Estados Americanos. Fue firmada en la IX Conferencia Internacional Americana del 30 de abril de 1948, celebrada en Bogotá. Entrando en vigencia el 13 de diciembre de 1951. 
Ha sido reformada por:
- Protocolo de Buenos Aires (27 de febrero de 1967)
- Protocolo de Cartagena de Indias (5 de diciembre de 1986)
- Protocolo de Washington (14 de diciembre de 1992)
- Protocolo de Managua (10 de junio de 1993)

Países americanos que han firmado la Carta de la OEA (ordenados según año de ingreso)
- Argentina (1948)
- Bolivia (1948)
- Brasil (1948)
- Chile (1948)
- Colombia (1948)
- Costa Rica (1948)
- Cuba (1948) - Por resolución de la Octava Reunión de Consulta de Ministros de Relaciones Exteriores (1962) el actual gobierno de Cuba está excluido de participar en la OEA. Pero el 6 de junio, se derogó el artículo primero de esa resolución que apuntaba a la exclusión del gobierno de Cuba.
- Ecuador (1948)
- El Salvador (1948)
- Estados Unidos de América (1948)
- Guatemala (1948)
- Haití (1948)
- Honduras (1948)
- México (1948)
- Nicaragua (1948)
- Panamá (1948)
- Paraguay (1948)
- Perú (1948)
- República Dominicana (1948)
- Uruguay (1948)
- Venezuela (1948)
- Barbados (1967)
- Trinidad y Tobago (1967)
- Jamaica (1969)
- Granada (1975)
- Surinam (1977)
- Dominica (1979)
- Santa Lucía (1979)
- Antigua y Barbuda (1981)
- San Vicente y las Granadinas (1981)
- Bahamas (1982)
- San Cristóbal y Nieves (1984)
- Canadá (1990)
- Belice (1991)
- Guyana (1991)